# Hornätten
Horn är en svensk-finländsk uradlig ätt, känd sedan 1300-talet.
Ättens äldste kände medlem är Olof Mattsson till Åminne herrgård, Halikko socken i Finland, omtalad 1381–1415 och med säkerhet död 1438. Denne använder ättens sigill (ett dryckeshorn) i ett dokument från 1381. Namnet Horn upptogs först på 1500-talet. Flera av Olof Mattssons ättlingar har adlats under namnet Horn med olika tillägg, vanligen av gårdsnamn. Från riksrådet (1488) Klas Henriksson Horn af Åminne,  (efter släktgården Åminne herrgård i Halikko kommun, Västra Finlands län) härstammar senare grenar.

## Grenar av ätten Horn

### Första huvudgrenen

#### Friherrlig gren nr. 2
(1561). Efter Klas Kristersson Horn af Åminne (1517–1566), brorson till Henrik Klasson Horn af Kanckas (ca 1512–95). Utslocknad på svärdssidan 1775. (Se även: Åminne herrgård).
- A Klas Kristersson Horn af Åminne (1517–1566)

- Grevlig gren nr. 92 (1772). Efter Fredrik Horn af Åminne. Ättegrenen fortlever. (Se även: Åminne herrgård).

- A Fredrik Horn af Åminne (1725–1796)
- aa Clas Fredrik Horn af Åminne (1763–1823), bodde på Huvudsta, deltog i mordet på kung Gustav III (son till A)

### Andra huvudgrenen

#### Horn af Kanckas
Horn af Kanckas (efter Kankas gods i Masko socken i Finland). Introducerad på riddarhuset 1625. Sedermera numrerad som adlig ätt nr. 12. Utslocknad i Sverige 1728.
- Klas Henriksson (omtalad 1470–1520), var svenskt riksråd 1488–1520 och var den förste som förutom Åminne även skrev sig till Kankas gods.
  - Krister Klasson, fogde på Åbo slott, död 1520. Anfader för friherrliga ätten Horn af Åminne, föregåendes son
  - Henrik Klasson Horn af Kanckas (ca 1512–95), troligen sonsons son till Olof Mattsson, son till Klas Henriksson till Åminne, föregåendes bror
    - Arvid Henriksson Horn, riksråd 1602–1606, föregåendes son
    - Carl Henriksson Horn af Kanckas (ca 1550–1601), föregåendes bror
      - Klas Horn (1583–1632), föregåendes son
      - Evert Horn af Kanckas (1585–1615)
        - Gustaf Evertsson Horn (1614–1666)

      - Gustaf Horn (1592–1657), föregåendes bror, se Horn af Björneborg
      - Henrik Horn (1578–1618), föregåendes bror
        - Henrik Horn af Marienborg (1618–1693, föregåendes son, se Horn af Marienborg

##### Horn af Björneborg
Horn af Björneborg (en kungsgård i Finland). Grevlig ätt nr. 9 på Stockholms riddarhus. Efter Gustaf Horn af Björneborg (1592–1657), upphöjd till grevlig värdighet  1651, bror till Evert Horn af Kanckas, sonson till Henrik Klasson Horn af Kanckas (ca 1512–95). Utslocknad 1657.
- A Gustaf Horn af Björneborg (1592–1657) – Greve till Björneborg 1651. Gift 2:a giftet med Sigrid Bielke
  - aa Agneta Horn af Björneborg (1629–1672)
  - aa Axel Horn af Björneborg (1630–1631)

##### Horn af Marienborg
Horn af Marienborg (ett slott i Livland), nuvarande Alūksne i Lettland (se:Alūksne på estniska wp). 
Friherrlig ätt nr. 28 på Stockholms riddarhus. Efter Henrik Horn af Marienborg (1618–93), som upphöjdes 1651 , sonsons son till Henrik Klasson Horn af Kanckas (ca 1512–95). Utslocknad 1728.
- A Henrik Horn af Marienborg (1618–93)
- Gustaf Evertsson Horn (1614–1666)
  - Evert Horn (1640-1687)
    - Gustaf Horn (1670-1728)

##### Horn af Ekebyholm
Namngiven efter Ekebyholms slott i Rimbo socken i Uppland. Friherrlig (1700). Grevlig ätt nr. 53 år 1706 genom Arvid Bernhard Horn af Ekebyholm (1664–1742), sonsons sonson till Henrik Klasson Horn af Kanckas (ca 1512–95). Utslocknad 1798.
- Arvid Bernhard Horn af Ekebyholm (1664–1742)
  - Adam Horn af Ekebyholm (1717–1778), den föregående son